# Schwarzach (Isel)
Die Schwarzach ist ein Fluss in Österreich (Osttirol). Die Schwarzach entspringt im Schwarzachtal unterhalb des Schwarzachkees in 2480 Meter Höhe und durchfließt anschließend das Tal bis zur Mündung der Schwarzach mit dem Arventalbach (Arvental). Hier nimmt die Schwarzach ihren Weg durch das Defereggental und den Gemeinden St. Jakob, St. Veit und Hopfgarten in Defereggen, bis die Schwarzach schließlich unterhalb von Huben in einer Höhe von 800 Metern Höhe von rechts in die Isel mündet. Die Schwarzach überwindet somit vom Ursprung bis zur Mündung eine Höhe von 1680 Metern und hat eine Gesamtlänge von 42,49 Kilometer. Auf ihrem Weg nimmt die Schwarzach mit ihren Nebenflüssen insgesamt 34 Gewässer auf und entwässert ein Einzugsgebiet von 321,46 km².

## Geschichte
Die Schwarzach tritt früh in das Licht schriftlicher Geschichte und ist bereits im Jahr 1048 in einem Diplom Kaiser Heinrichs III. Für das Hochstift Brixen und dessen Pustertaler Forst- und Wildbannrechte im Rahmen einer ausführlichen Grenzbeschreibung der bischöflichen Rechte als „Swarzenbahc“ bezeugt.

## Geografie

### Geologie
In den meisten Bereichen durchquert die Schwarzach altkristalline Zonen (Biotitschiefer). Im Oberlauf an der Mündung des Arvenbaches überquert die Schwarzach ein schmales Band aus metamorphen Kalk- und Dolomitgesteinen der Matreier Zone. Bei Bruggen durchschneidet die Schwarzach wiederum eine Zone aus granitähnlichem Intrusivgestein (Tonalit). Flussabwärts der Patscher Alm bis zur Mündung des Flusses in die Isel werden die flacheren Talstrecken jedoch von Sanden und Schotter überlagert.

### Verlauf

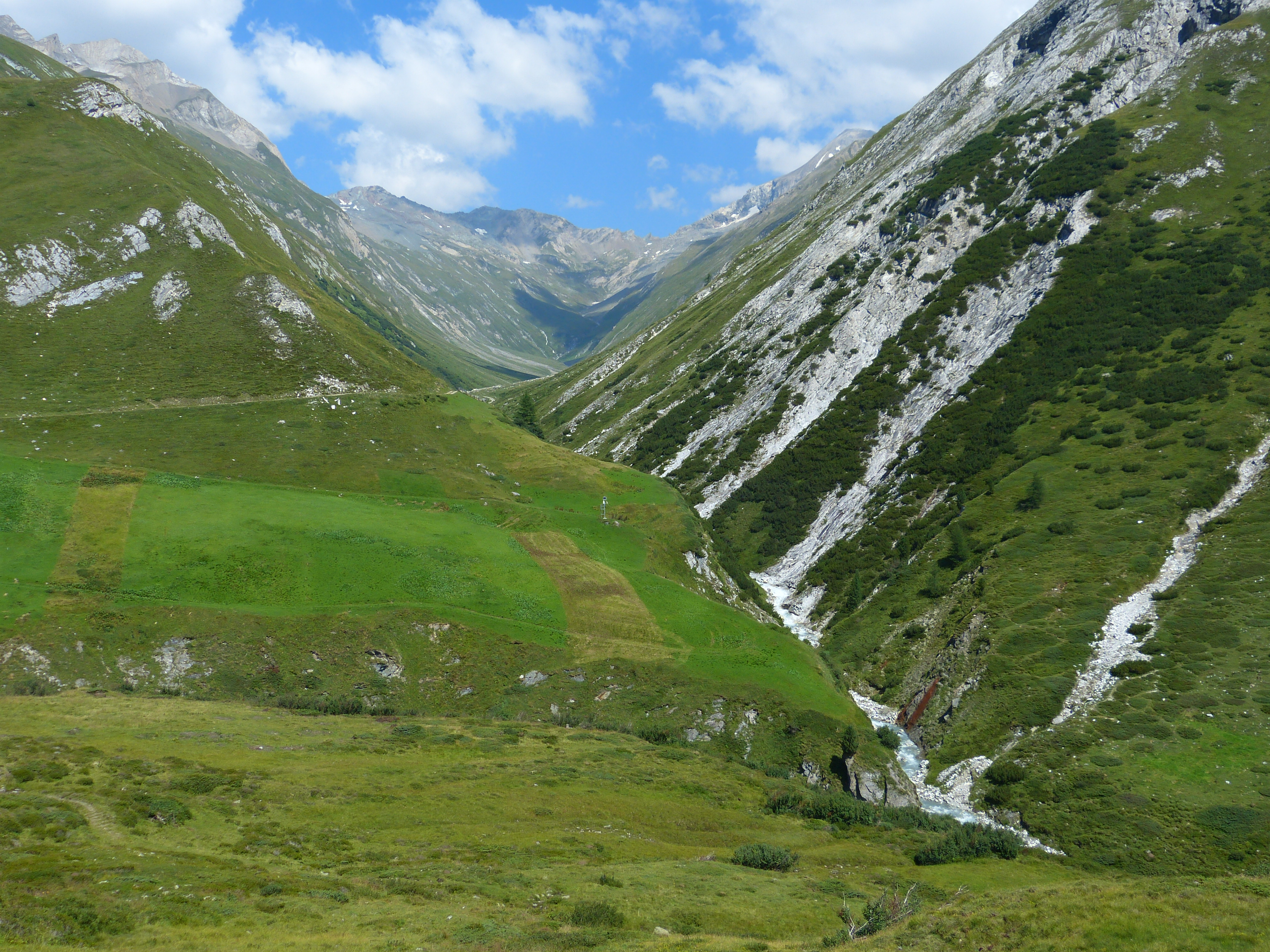
Blick von Einmündung des Arventalbachs in Schwarzachtal

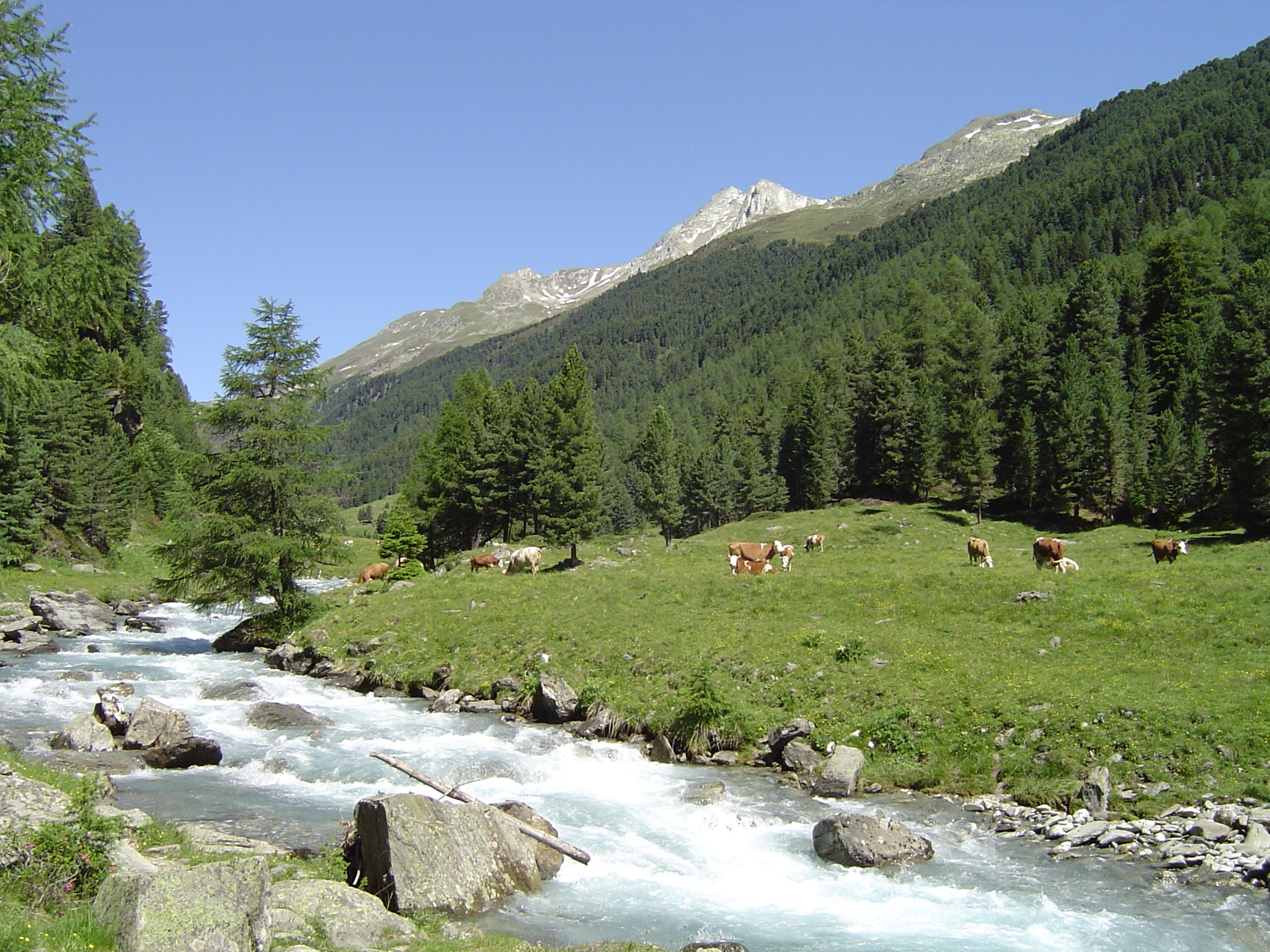
Schwarzach im oberen Defereggental

Die Schwarzach entspringt in 2480 Meter Höhe des Talschlusses des Schwarzachtals. Gespeist wird die Schwarzach im Oberlauf von den Abhängen der zahlreichen 3000ern wie der Jagdhausspitze, Glockhaus, Löffelspitze, Rötspitze (3496 m), Daberspitze und Rotenmankogel. Zwischen Rötspitze und Daberspitze liegt zudem der Schwarzachkees, der mit seinen Schmelzwässern ebenfalls zur Entstehung der Schwarzach beiträgt. Unterhalb des Ursprungs wechseln sich im Oberlauf Verebnungen und kleinere Gefällestufen in kurzen Abständen ab. In Aufweitungsbereichen füllt die Gewässersohle des Baches streckenweise die gesamte Talsohle. Unterhalb der Jagdhausalmen nimmt die Schwarzach schließlich den Arventalbach auf. Hier quert die Schwarzach die Kalkgesteine der Matreier Zone, was anhand der tief eingeschnittenen Erosionsrinnen an den Einhängen des Schwarzachtales sichtbar wird. In der Folge durchfließt die Schwarzach ein V-Tal (Kerbtal) und passiert die Almgebiete des oberen Defereggentals. Nach den Seebachalmen und der Oberhausalm passiert die Schwarzach eine Schluchtenstrecke und erreicht schließlich die Patscher Alm, ab der sie bis zur Katzleiterbrücke ein Tal mit breiter Sohle und steilen Abhängen durchfließt. Zwischen Erlsbach und Mariahilf folgt erneut eine Schluchtenstrecke, in der die Sohle jedoch streckenweise relativ breit bleibt und sich stellenweise kleinflächige Schotterbänke ausbilden können. Schließlich erreicht die Schwarzach die Talaufweitung von St. Jakob, wo der Schuttkegel des Trojer Almbaches, auf dem der Ort liegt, die Schwarzach an den rechten Talrand drängt. Unterhalb des Ortes durchströmt der Fluss eine weite, ebene Fläche (Langstauden) eines ehemaligen Sees und passiert anschließend eine schluchtenartige Verengung, bevor er durch den Schwemmkegel des Feistritzbaches bei Bruggen an die rechte Talseite geworfen wird. In der Folge passiert die Schwarzach Verebnungen in den Bereichen Görtschach-St. Veit, Plon und Hopfgarten, die durch kurze Talverengungen voneinander getrennt sind. Nach Hopfgarten verengt sich das Tal, wobei die Strecke in diesem Bereich von großen Anbrüchen und Materialzuschüben aus der steilen, linken Talflanke geprägt ist. Danach öffnet sich das Tal bei Döllach erneut und geht schließlich in eine längere Schluchtenstrecke („Deferegger Klamm“) über, bis die Schwarzach schließlich unterhalb von Huben bei Greil in die Isel mündet.

## Umwelt

### Fauna und Flora

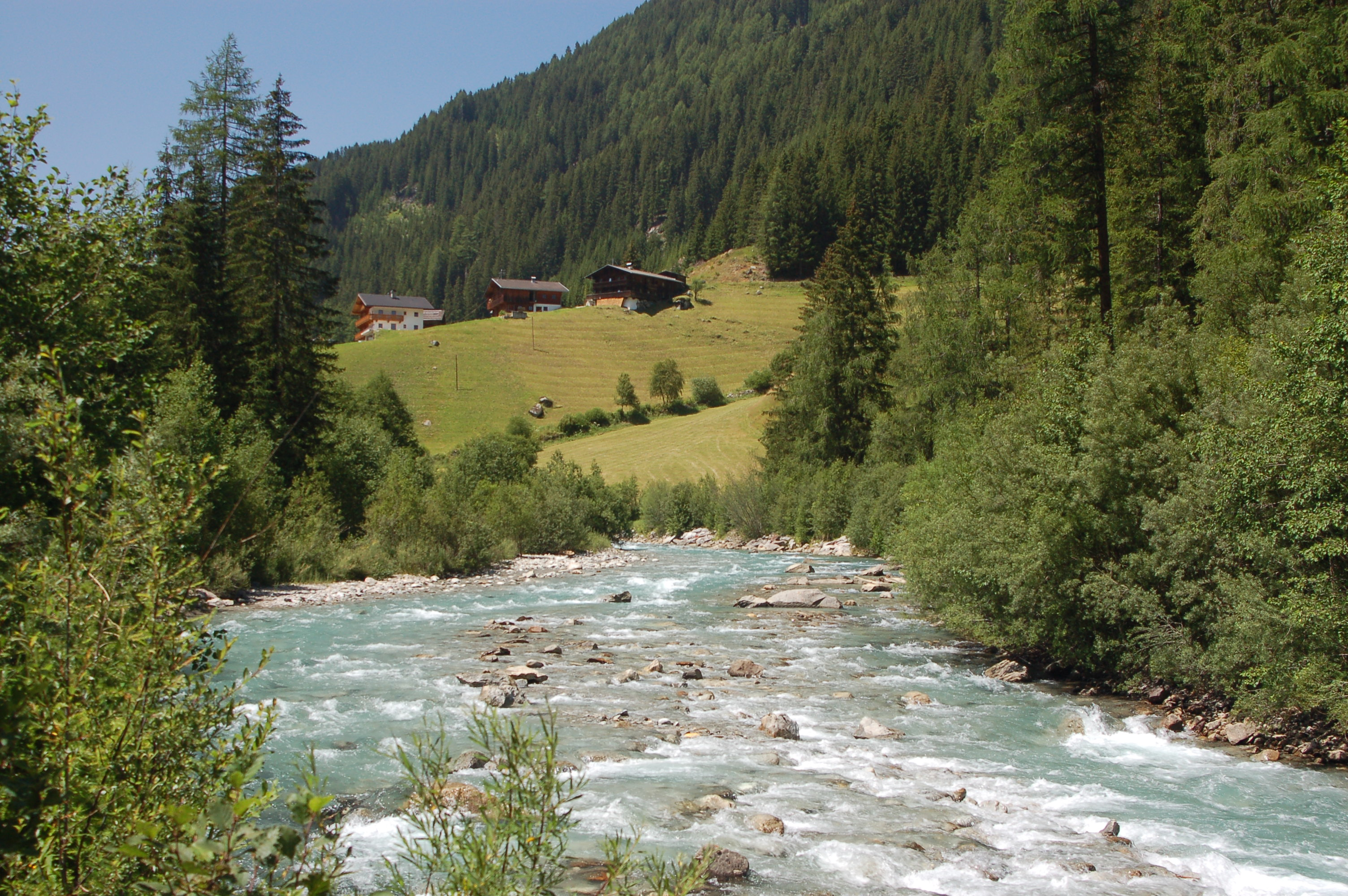
Schwarzach mit Blick auf die Oberrotte (St. Jakob)

Im Ursprungsgebiet begleiten alpine Rasengesellschaften und Zwergstrauchheiden den Verlauf der Schwarzach. Bis zur Patscher Hütte treten dann in den aufgeweiteten Talbereichen vermehrt Almweiden auf. Lärchen-Zirbenwälder sowie reine Zirbenbestände treten im Oberlauf vor allem in den Taleinhängen (Oberhauser Zirbenwald) auf. Östlich von St. Jakob bestehen im Bereich Langstauden auch ausgedehnte Moorflächen. In den anschließenden Verebnungsflächen der Talräume befinden sich insbesondere landwirtschaftlich genutzte Flächen, stellenweise kommen hier aber auch Grauerlenauwaldreste vor. Diese können auf Schuttkegeln von Zubringern und entlang von Erosionsrinnen auch weit in die Talflanken hinaufreichen. Die Schluchtabschnitte im Unterlauf („Defregger Klamm“) sind hingegen teilweise von bemerkenswerten ulmen- und lindenreichen Laubwäldern bewachsen.

### Uferzustand und Verbauungsmaßnahmen
Im Oberlauf bis Mariahilf hat sich die Schwarzach weitgehend in Naturstrecken erhalten, wo es nur punktuelle Verbauungen gibt. Im Gegensatz dazu sind der Mittel- und der Unterlauf des Flusses mit wenigen Ausnahmen durch Blocksteinverbauungen gesichert, wobei die linke Uferseite in der Regel einen höheren Verbauungsgrad erreicht. Die Ufersicherung dient dabei im Mittellauf vor allem der Sicherung landwirtschaftlicher Flächen und der linksufrig teilweise ufernah geführten Defereggentalstraße. Teilweise ist das Ufer hier auch durch Buhnen verschiedener Bautypen abgesichert, teilweise wurden auch künstliche Nebenarme geschaffen. Unverbaute Uferabschnitte finden sich im Mittel- bzw. Unterlauf vor allem unterhalb von Hopfgarten und im Bereich des Mellitzwalds. Dieses, bis zu 200 m breite Ausschotterungsbecken kann hinsichtlich seiner Laufstrecke als naturnaher Flussabschnitt bezeichnet werden. Die Ufer sind in diesem Bereich kaum verbaut. Einen weiteren unverbauten Streckenabschnitt findet man Bereich der Mellitzschlucht. Weiteres hat die Schwarzach auf der Strecke zwischen Dölach bis kurz vor der Mündung in Form einer Ausschotterungsstrecke und einer ausgeprägten Schluchtstrecke („Defregger Klamm“) ihr ursprüngliches Gesicht erhalten können. Der Mündungsbereich der Schwarzach ist hingegen neben einer 500 m langen Blockwurfsicherung mit einer etwa 7 m hohen Geschiebesperre verbaut.

### Gewässergüte
Während ihres Verlaufes schwankt die Gewässergüteklasse der Schwarzach stark. Im Oberlauf bis Mariahilf liegt die Gewässergüte der Schwarzach noch bei I-II, verschlechtert sich aber bis St. Jakob auf die Klasse II. Grund sind hier die teilweise stark schwankenden Schmutzwasserfrachten, die den Wirkungsgrad der örtlichen Kläranlage während der Tourismussaison reduzieren. Auf Grund von Abwasserleitungen im Bereich von Bruggen sinkt die Wasserqualität erneut und erreicht hier nur noch die Klasse II-III auf. Erst im Unterlauf verbessert sich die Gewässergüte wieder und erreicht bei der Einmündung in die Isel wieder die Klasse I-II.

### Naturschutz
Der Oberlauf der Schwarzach bis zur Einmündung des Großbachs liegt in der Außenzone des Nationalparks Hohe Tauern und besteht aus wenig bis gar nicht beeinflusste Abschnitten. Aus naturschutzfachlicher Sicht sind zudem einige gestreckte Abschnitte im Mittellauf sowie die Schluchtenstrecke vor der Einmündung in die Isel von Bedeutung. Von den Nebenflüssen sind vor allem kurze Abschnitte des Trojeralmbachs und des Grünalmbachs schützenswert, da die Bäche hier mäandrierend verlaufen.

## Wirtschaftliche Nutzung
Seit dem Jahre 2007 wird die Schwarzach am Ortsrand von Hopfgarten gefasst und über eine Druckrohrleitung bis kurz vor der Einmündung in die Isel bei Huben ausgeleitet. Dort erzeugt das Kraftwerk Schwarzach der TIWAG eine Regelenergie von 61 GWh pro Jahr. [veraltet]Im Jahr 2021 wird das Kraftwerk für 13 Millionen Euro auf 83 GWh pro Jahr ausgebaut. Sowohl das ursprüngliche Projekt als auch die Erweiterung wurden vor diversen NGOs wie dem Netzwerk Wasser Osttirol und WWF kritisiert.
Von den Nebenflüssen wird das Wasser des Zwenewaldbaches, des Grünalmbaches sowie des Unterlaufes des Bruggeralmbaches energiewirtschaftlich genutzt. Auch entlang des Unterlaufes des Trojeralmbaches finden sich Ausleitungen zu E-Werken.